# Kathedrale von Orihuela

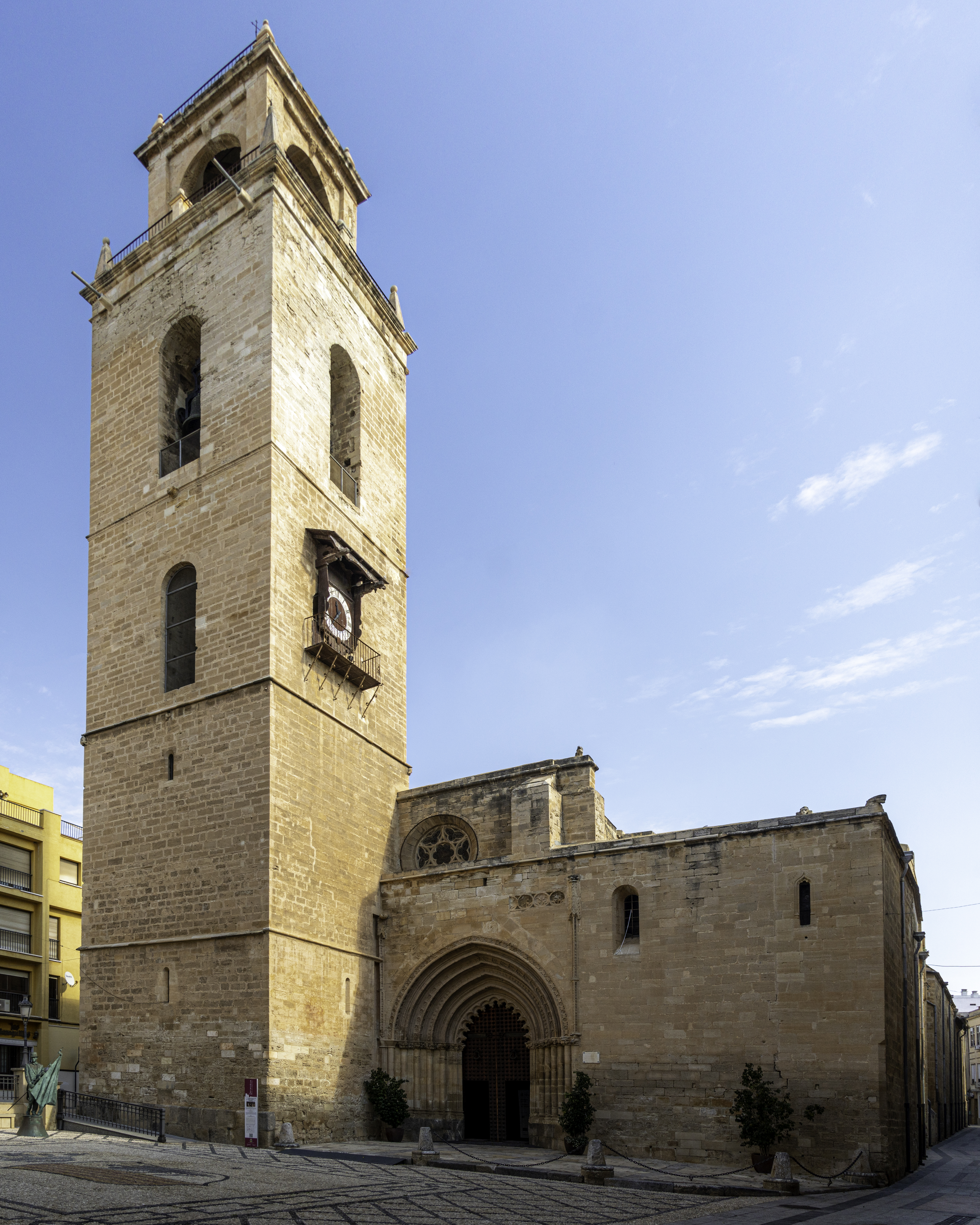
Kathedrale von Orihuela

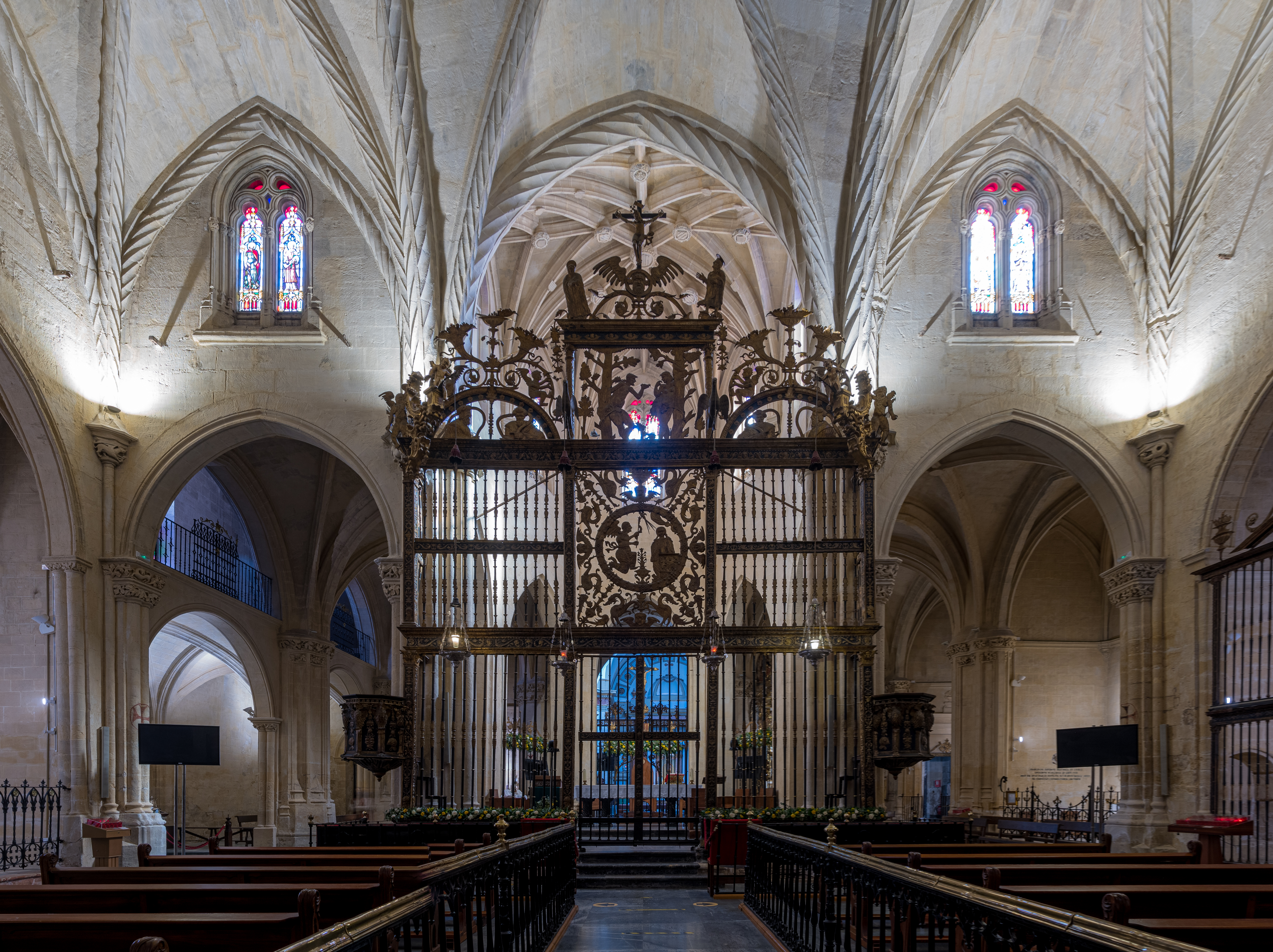
Chorbereich

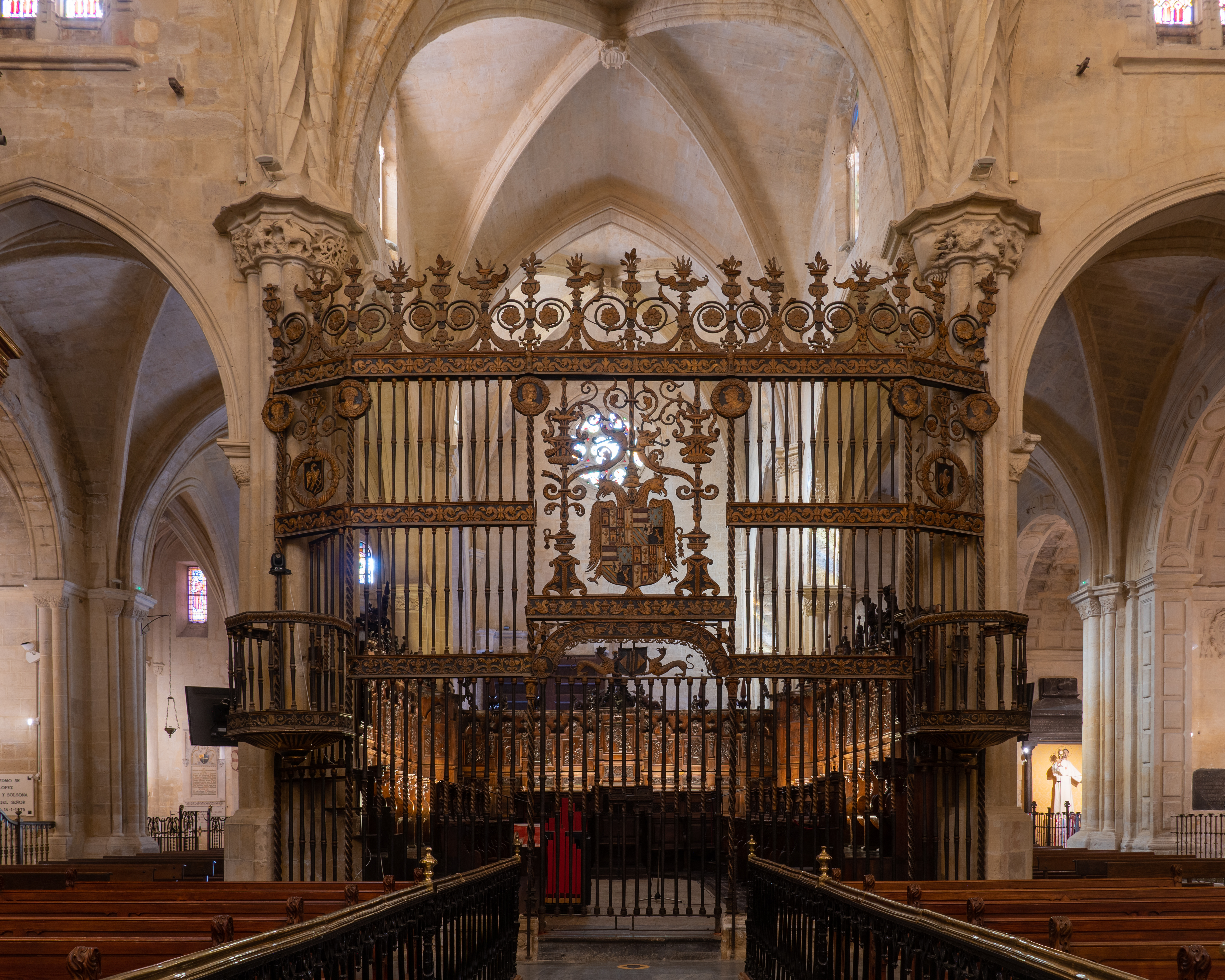
Coro

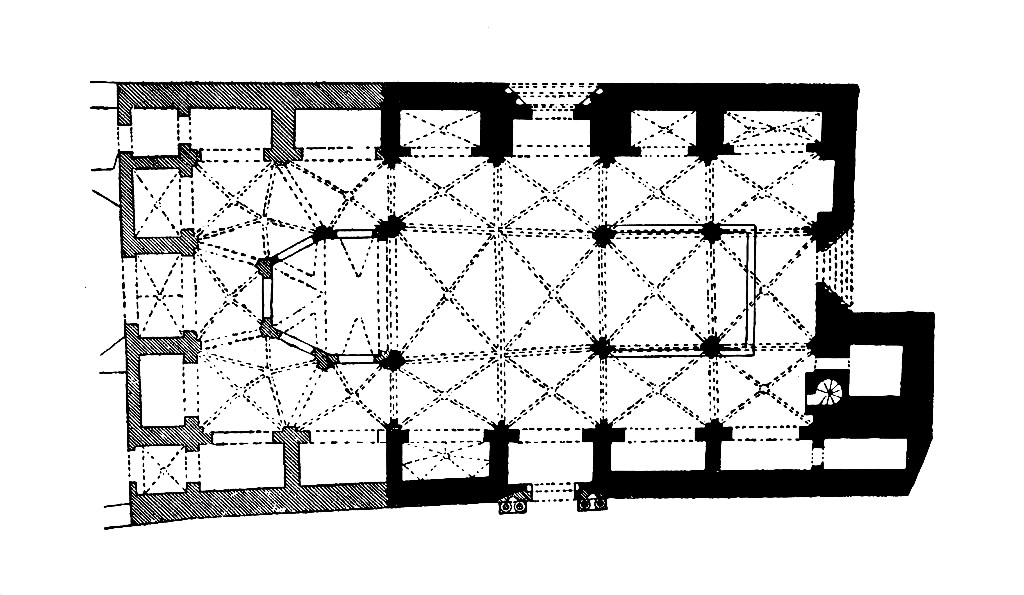
Grundriss der Kirche

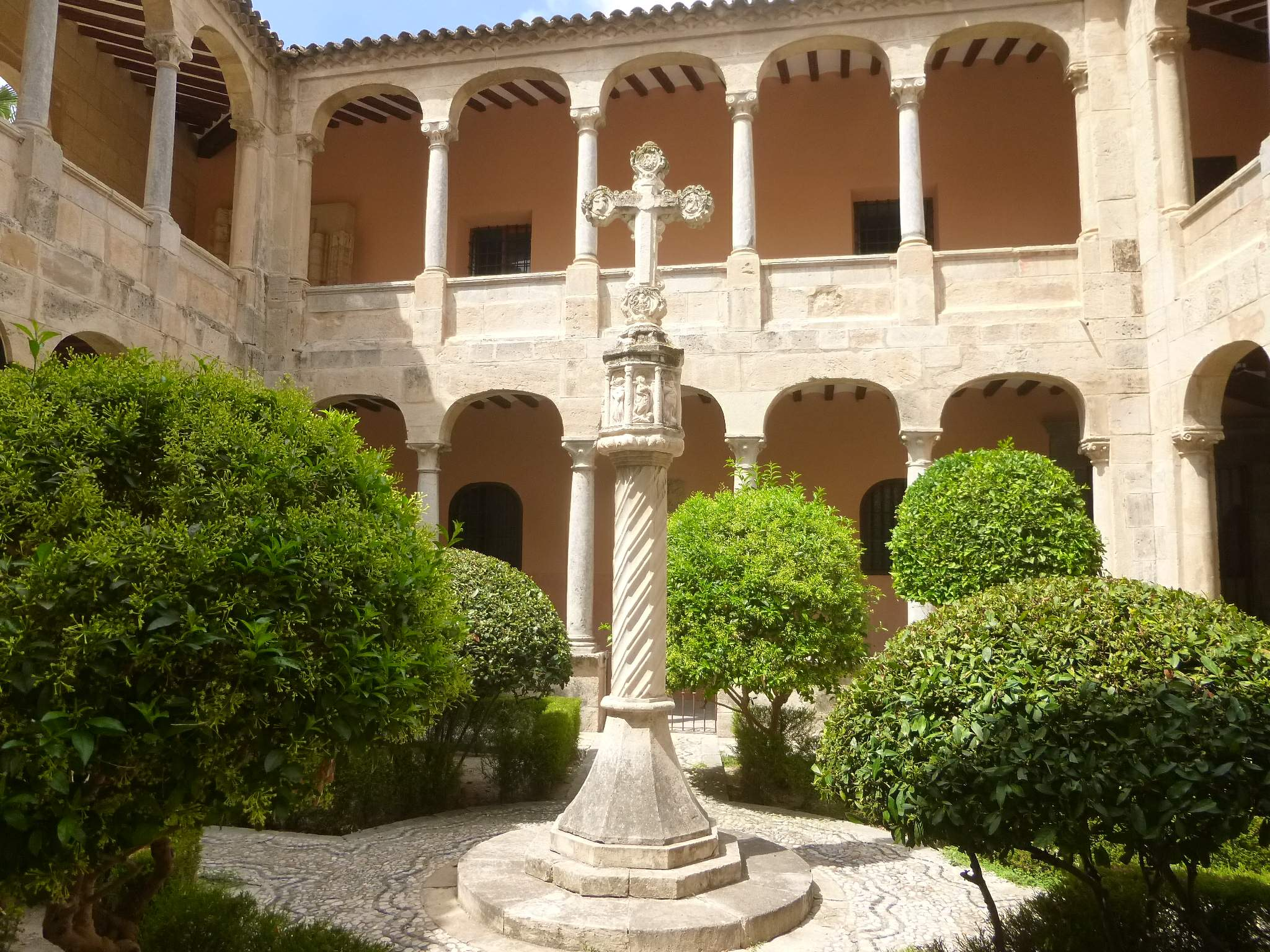
Kreuzgang (claustro)

Die Kathedrale von Orihuela (spanisch Santa Iglesia Catedral del Salvador y Santa María) in der südostspanischen Stadt Orihuela in der Provinz Alicante ist Christus dem Erlöser geweiht und der Gottesmutter Maria gewidmet; sie ist der Sitz des Bistums Orihuela-Alicante.

## Lage
Die etwa 80.000 Einwohner zählende Stadt Orihuela befindet sich ungefähr 30 km (Luftlinie) von der spanischen Levanteküste entfernt in einer Höhe von ca. 325 m. Die Kathedrale liegt am Río Segura im Zentrum der historischen Altstadt.

## Geschichte
Der vom kastilisch-leonesischen König Alfons X. im Jahr 1281 initiierte Bau der Kathedrale von Orihuela erhebt sich an der Stelle einer westgotischen Kirche bzw. einer maurischen Moschee. Im Jahr 1413 erhob der in Avignon (ab ca. 1415 in Peñíscola) residierende Papst Benedikt XIII. den Kirchenbau in den Rang einer Kollegiatkirche (colegiata). Knapp 100 Jahre später (1510) schuf Papst Julius II. das Bistum Orihuela, das jedoch damals noch zum Bistum Cartagena gehörte und erst im Jahr 1565 seinen ersten eigenen Bischof erhielt. Das Bistum ging im Jahr 1959 im Bistum Orihuela-Alicante auf.

## Architektur
Die ältesten Bauteile sind der minarettartige Glockenturm (campanario) und das Westportal, dessen im Scheitel leicht angespitztes Stufenportal (Puerta de las Cadenas) bereits gotische Einflüsse verrät; zwei weitere Portale befinden sich an den Längsseiten des Langhauses, wobei das Renaissanceportal auf der Nordseite (Puerta de la Anunciación) eine Verkündigungsszene enthält. Das Innere der Kirche ist dreischiffig mit Seitenkapellen, wobei das Mittelschiff im Westen durch einen im 16. Jahrhundert eingebauten „Binnenchor“ (coro) verbaut ist. Die meisten Gewölberippen sind in sich gedreht oder mit Zickzack-Mustern versehen, was dem gesamten Innenraum einen besonders repräsentativen Charakter verleiht. Der ursprünglich mit einer Apsis versehene Chorbereich schließt – nach einem Umbau im 18. Jahrhundert – flach.

## Ausstattung
Zur Ausstattung der Kathedrale gehören ein platereskes Altarretabel, das Chorgestühl (sillería) und zwei bemerkenswerte Eisengitter (rejas).

## Kreuzgang
Der aus der Zeit um 1550 stammende doppelgeschossige und seitliche teilweise offene Kreuzgang (claustro) befindet sich östlich der Kathedrale; in seiner Mitte erhebt sich ein Kreuz mit einem tabernakelartigen Unterbau auf einer oktogonalen Säule mit gedrehten Kanneluren. 

## Kathedralmuseum
Das Museo Catedralicio de Arte Sacro präsentiert zahlreiche ehemalige Ausstattungsstücke der Kathedrale, darunter Gemälde, Skulpturen, Gold- und Silberarbeiten, Textilien und sakrale Bücher.